# Unconditionally Guaranteed
Unconditionally Guaranteed es el octavo álbum de estudio de Captain Beefheart and the Magic Band. Fue publicado en marzo de 1974 a través del sello Mercury Records. Producido por Andy DiMartino, Unconditionally Guaranteed se grabó en Hollywood Sound, en Los Ángeles, California, mientras que la masterización tuvo lugar en United Sound, en Burbank, California.

## Recepción de la crítica
Un escritor no especificado de la revista Cash Box escribió: “[Captain Beefheart] siempre ha sido un precursor del movimiento de vanguardia en el rock y tiene una legión de seguidores incondicionales detrás de él, pero este álbum tiene una buena oportunidad de exponer sus prodigiosos talentos a las masas que inmediatamente se entusiasmarían con su ingenio y destreza musical si se le diera la oportunidad”. Un escritor no especificado de Record World elogió el álbum “lleno de deslumbrantes ritmos”. Un escritor no especificado de Billboard escribió: “Es interesante lo efectiva que es la voz gruñona del Capitán en las baladas de amor felices”.

## Lista de canciones
Todas las canciones escritas y compuestas por Don y Jan Van Vliet, y Andy DiMartino.
Lado uno
1. «Upon the My-O-My» – 2:40
2. «Sugar Bowl» – 2:11
3. «New Electric Ride» – 3:00
4. «Magic Be» – 2:55
5. «Happy Love Song» – 3:54

Lado dos
1. «Full Moon, Hot Sun» – 2:19
2. «I Got Love ON My Mind» – 3:07
3. «This Is the Day» – 4:48
4. «Lazy Music» – 2:49
5. «Peaches» – 3:20

## Créditos y personal
Créditos adaptados desde las notas de álbum de Unconditionally Guaranteed.
Captain Beefheart and the Magic Band
- Captain Beefheart – voces, armónica
- Zoot Horn Rollo – guitarra, slide guitar
- Art Tripp – batería, percusión
- Rockette Morton – bajo eléctrico
- Alex St. Clair – guitarra

Músicos adicionales
- Mark Marcellino – teclados
- Andy DiMartino – guitarra acústica
- Del Simmons – saxofón tenor, flauta

Personal técnico
- Andy DiMartino – productor
- John Guess – ingeniero de audio
- Jim Callon – ingeniero de audio
- Tom Perry – mezclas
- Bruce John Leek – masterización

Diseño
- Des Strobel – director artístico
- Terry Squire – diseño de portada
- Susanne Ayres – fotografía

## Posicionamiento
| Gráfica (1974)                             | Pico de posición |
| ------------------------------------------ | ---------------- |
| Estados Unidos (Billboard Top LP's & Tape) | 192              |